# Бедек
Бедек е кратко име на 2 близки върха в едноименната местност Бедек в Средна Стара планина.
Разположени са по билото на планината край природен парк „Българка“ на границата на община Казанлък с община Габрово и община Трявна:
- връх Голям Бедек (между общ. Казанлък и общ. Габрово), висок 1515 метра, южно от М. Бедек;
- връх Малък Бедек (между общ. Казанлък и общ. Трявна), висок 1488 метра[1], северно от Г. Бедек.

Разстоянието между тях е 1400 метра. Намират се между върховете Българка и Бузлуджа. Между върховете Българка и Бедек е местността Хайдушкото кладенче.
През върховете минава маркировката на туристическия маршрут Ком – Емине. До Малък Бедек има туристическа маркировка от село Боженците и от град Плачковци. На 1250 метра югозападно от Голям Бедек е хижа „Бедек“, а на 30 метра източно от нея е по-голямата хижа „Младост“.

## Други
На Бедек е наречена улица в квартал „Триъгълника-Надежда“ в София (Карта).